# Галодоро
Галодо̀ро (на италиански: Gallodoro; на сицилиански: Jaddudoru, Ядудору) е село и община в Южна Италия, провинция Месина, автономен регион и остров Сицилия. Разположено е на 388 m надморска височина. Населението на общината е 387 души (към 2011 г.).